# Proza
Próza je izrazna oblika v besedni komunikaciji, za katero je za razliko od poezije značilno besedilo v nevezani besedi in katere osnovna enota je stavek. V prozi je večina vsakdanje komunikacije, publicistike, strokovnega spisja in leposlovja.

## Razvoj
Beseda »proza« je prevzeta iz latinščine, kjer je označevala neposreden, enostaven, naraven in neolepšan govor. Prva umetniška prozna besedila na evropskih tleh so se pojavila v antični Grčiji. Avtorji teh zapisov so bili Heraklit, Demokrit, Hipokrat, Ksenofont, tudi Platon (dialogi, govori). Z nastankom poznoantičnega romana je proza prodrla še v epske zvrsti književnosti. Proza se je nato razvijala in uveljavljala tudi na področju javnega govorništva (Cicero). Nastale so različne vrste epov in romanov. V obdobju renesanse in baroka je proza spet težila k poročanju in retoriki, nastajala pa so tudi dela kot je Boccacciev Dekameron. Pisanje romanov se je razcvetelo po Cervantesovem romanu Don Kihot. V 18. in 19. stoletju so se uveljavile še druge oblike: novela, pripoved, kratka zgodba, memoarska proza, drama.

## Zgradba proznega besedila
Prozna besedila so oblikovana kot zgodba. Sem uvrščamo dogodke in pripetljaje, ki se med seboj povezujejo in o katerih govori pripovedovalec. Zgodba se lahko prekine ali pa navaja dogodke, ki so med seboj tudi nepovezani. Avtor v zgodbo vključuje opise stvari in karakterizacijo oseb.
Prozno besedilo gradimo s stavki. Stavke gradimo z jezikovnimi pravili, katerim je stavek podrejen. S tem se ukvarja skladnja oziroma sintaksa. Avtor v proznem besedilu sam izbira jezikovne možnosti (besede), ki dajejo proznemu besedilu zunanjo podobo. Te jezikovne možnosti besedilu spreminjajo le zunanjo podobo in ne tudi notranje, kamor uvrščamo zgodbo. V proznih besedilih pisci uporabljajo tudi retorične figure, s katerimi okrasijo besedilo. Retorične figure v besedilu odstopajo od običajne rabe in so namenjene temu, da dosežejo posebne učinke.

### Vrsti proze
- Pripovedna proza

Pripovedna proza obsega epska besedila v nevezani besedi.
- Ritmizirana proza

V primerjavi s poezijo ima proza neenakomeren ritem, kar pomeni, da so enote v prozi neenake po trajanju, jakosti in obliki. Ta tip ritma je značilen samo za prozo in ga imenujemo neregularni ritem.

## Delitev proznih del
Proza se uporablja v časopisih, revijah, enciklopedijah, na televiziji, v filozofiji, pravu in literaturi. V umetnostnih besedilih je proza lahko privzdignjena.
Delitev proznih del glede na zvrst:
- Lirika: pesem v prozi
- Epika: anekdota, kratka zgodba, pravljica, pripovedka, črtica, novela, povest, roman
- Dramatika: komedija in tragedija v prozi, drama, drama absurda